# Ghostemane
Ghostemane, pseudonimo di Eric Whitney (Lake Worth, 15 aprile 1991), è un cantante statunitense.
Cresciuto in Florida, Ghostemane ha suonato originariamente per alcune band hardcore punk e doom metal locali. Si è trasferito a Los Angeles, in California, dopo aver iniziato la sua carriera da rapper e alla fine ha ottenuto il successo nell'underground.
La fusione di trap e metal di Ghostemane gli ha fatto guadagnare popolarità sulla piattaforma online SoundCloud, insieme ad altri artisti underground come Scarlxrd, Bones e Suicideboys. Nel 2018 Ghostemane ha pubblicato l'album N/O/I/S/E, caratterizzato dalla forte influenza di gruppi di musica industriale e nu metal.

## Biografia
Eric Whitney è nato il 15 aprile 1991 a Lake Worth, in Florida, da genitori di New York. Whitney è cresciuto a West Palm Beach, in Florida. Da adolescente era principalmente interessato alla musica hardcore punk, ha imparato a suonare la chitarra e si è esibito in diverse band, tra cui Nemesis e Seven Serpents. Ha giocato a calcio fino alle superiori, praticamente costretto dal padre, che morì quando Whitney aveva diciassette anni. Whitney è stato introdotto alla musica rap durante il suo periodo quale chitarrista della band hardcore punk Nemesis, quando un compagno di band lo presentò al genere musicale.

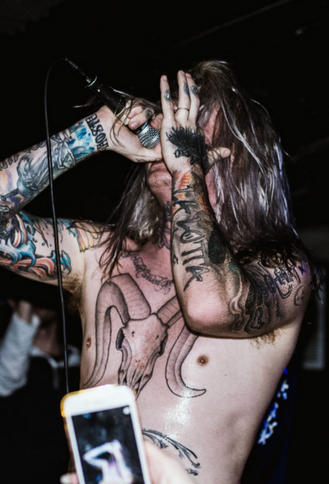
Ghostemane nel 2017

Whitney si è laureato all'università dopo aver studiato astrofisica e in seguito ha ricoperto un incarico piuttosto redditizio (circa 65.000 dollari all'anno). Nel 2015 si è trasferito a Los Angeles, in California, a causa della poca prosperità nel sud della Florida, rinunciando contemporaneamente al lavoro. Dopo aver conosciuto JGRXXN, Whitney si è unito al suo collettivo Schemaposse, insieme ad artisti come Lil Peep e Craig Xen.
Nell'aprile 2016, Schemaposse si è sciolta lasciando Ghostemane non associato a nessun gruppo. Alla fine Whitney iniziò a frequentare il popolare gruppo underground dei Suicideboys e il collega rapper Pouya. Nell'aprile 2017, Pouya ha pubblicato il video musicale di 1000 Rounds con Ghostemane. Il video è diventato rapidamente virale e da dicembre 2018 ha raggiunto quasi 14 milioni di visualizzazioni. Nel maggio 2018, Pouya ha annunciato un mixtape collaborativo in produzione con Ghostemane.
Nell'ottobre 2018 ha collaborato con Zubin per pubblicare una traccia intitolata Broken.
Sempre nel 2018 ha pubblicato un album intitolato N/O/I/S/E, di cui molte canzoni sono influenzate da industrial metal e nu metal.
Nel 2020, pubblica Anti-Icon.

## Stile e influenze
I testi di Whitney si concentrano sull'occultismo, la depressione, il nichilismo e la morte. Ghostemane ha iniziato la sua carriera come musicista suonando la chitarra in alcuni gruppi hardcore punk e la batteria in band doom metal e ha dichiarato che la sua più grande influenza è la band black metal svedese Bathory. Ha passato la maggior parte della sua adolescenza ad ascoltare band metal come Deicide, Death, Carcass e Mayhem. In termini di musica rap, Whitney è stato influenzato da alcuni southern rapper come OutKast e Three 6 Mafia.

## Discografia

### Album in studio
- 2015 – Oogabooga
- 2015 – For the Aspiring Occultist
- 2016 – Rituals
- 2016 – Blackmage
- 2016 – Plagues
- 2017 – Hexada
- 2018 – N/O/I/S/E
- 2020 – Anti-Icon

### Raccolte
- 2015 – Astral Kreepin (Resurrected Hitz)
- 2019 – Hiadica

### Mixtape
- 2014 – Blunts n' Brass Monkey
- 2014 – Taboo

### EP e altri progetti
- 2012 – From The Neighborhood (con i Nemesis)
- 2014 - 1991 (come ILL BiZ)
- 2015 – Ghoste Tales
- 2015 – Dogma
- 2015 – Kreep
- 2015 – GrxxnGhosteNagrom (con JGRXXN e Nedarb)
- 2015 – Seven Serpents EP (con i Seven Serpents)
- 2015 – Pallbearers: Tales From The Grave (con Dj Killa C)
- 2016 – Elemental (con JGRXXN e Lil Peep)
- 2016 – Dæmon (con Nedarb)
- 2016 – EP (come Baader-Meinhof)
- 2016 – Dæmon II (con Nedarb)
- 2017 – Dæmon III (con Nedarb)
- 2018 – Dahlia I (con Getter)
- 2018 – Www (come GASM)
- 2019 – Evil Beneath a Veil of Justice (come Baader-Meinhof)
- 2019 – Fear Network
- 2019 – Opium
- 2019 – Human Err0r (con Parv0)
- 2019 – Digital Demons (con Nolife)
- 2020 - Baader-Meinhof EP (come Baader-Meinhof)
- 2021 - Music from The Motion Picture (come Eric Ghoste)
- 2021 - LXRDMAGE (con Scarlxrd)
- 2021 - Fear Network II